# Lebbeus laevirostris
Lebbeus laevirostris is een garnalensoort uit de familie van de Hippolytidae. De wetenschappelijke naam van de soort is voor het eerst geldig gepubliceerd in 1999 door Crosnier.